# Vysoká zahrada
Vysoká zahrada (též Strachotíngrad) bylo staroslovanské hradiště z 11. a 12. století, ležící na poloostrově obklopeném dolní a střední Novomlýnskou nádrží a Starou Dyjí, na okraji Dolních Věstonic v okrese Břeclav. Hradiště se nachází napravo od silnice II/420 pokračující na Strachotín. Místem prochází i archeostezka, seznamující s archeologickými lokalitami v okolí Dolních Věstonic a Pavlova. Od roku 1964 je místo chráněno jako kulturní památka.

## Historie
Hradiště, jehož celková rozloha činí přibližně 7750 m², bylo prozkoumáno při archeologických výzkumech v letech 1948–1952 a 1979. Místo představovalo správní a zároveň i vojenské centrum kraje v 11. a 12. století. Během výzkumů byly také objeveny dodnes odhalené základy kostelíka z 11. století, který zanikl patrně na počátku 13. století. Je možné, že hradišti předcházela osada z doby Velkomoravské říše.

## Popis
Během archeologických výzkumů se částečně podařila rekonstruovat podoba hradiště, především jeho obranné prvky. Hradiště bylo obehnáno dřevěnou hradbou s hlínou, přičemž čelní plenta byla kamenná. Hradbu dodnes připomíná asi 6 metrů vysoký val obíhající okolo hradiště, ovšem v některých úsecích je přerušen meandry řeky Dyje a těžkou technikou z doby budování přehrad. Kromě hradby se podařilo najít také základy obytných a hospodářských stavení, kostelíka a také šperkařské a sklářské dílny.
Na lokalitě byly nalezeny ostruhy a podkovy, které dokládají přítomnost vojenských družin. Nalezené šperky pak dokládají přítomnost osob vyššího společenského postavení.

## Další významy
Vysoká zahrada je též hrad objevující se ve známé sáze spisovatele George R. R. Martina, Hra o trůny, jako rodové sídlo Tyrellů.